# خمسابیج
خمسابیج یا خمس وابیج یکی از غذاهای محلی شمالی ایران است که گیلان طبخ می‌شود، که این به شکل منحصر به فرد جزء وعده‌های صبحانه مخصوص می‌شود نام برد، چون خمسابیج و دلچسب بودنش به عنوان غذایی سرشار از انرژی و دارا بودن ویتامین C کامل مورد توجه است.

## دستور پخت
1. ماهیتابه را با حرارت ملایم گرم می‌کنیم و کره را داخل آن می‌اندازیم.
2. کره که آب شد، انگور خمس را اضافه می‌کنیم و یک دقیقه با کره تفت می‌دهیم.
3. سپس انگور خمس را گوشهٔ دنج از ماهیتابه جمع می‌کنیم و تخم‌مرغ‌ها را در ماهیتابه می‌شکنیم.
4. با نوک قاشق زرده تخم‌مرغ‌ها را باز کرده و کمی با سفیده مخلوط می‌کنیم.
5. کم‌کم انگور خمس را از گوشه با قاشق وارد تخم‌مرغ‌ها می‌کنیم.
6. انگور خمس و تخم‌مرغ نباید کامل با هم مخلوط شود بلکه فقط در قسمت‌هایی با هم مخلوط شوند تا طعم املت ما صد مرتبه بهتر شود.
7. در ظرف را برای یک تا دو دقیقه می‌گذاریم تا تخم‌مرغ‌ها کامل بپزد.